# Coupe d'Italie de football 1983-1984
Navigation
Coupe d'Italie 1982-1983 Coupe d'Italie 1984-1985
La Coupe d'Italie de football 1983-1984, est la 37e édition de la Coupe d'Italie.
Au premier tour les quarante-huit participants sont répartis dans huit groupes dont les deux premiers se qualifient pour les huitièmes de finale. La finale se joue sur deux matches.

## Résultats

### Quarts de finale
Les matchs des quarts de finale se déroulent le 7 et le 10 juin 1984. En cas d'égalité la règle des buts marqués à l'extérieur est appliquée.
| Équipe         | Aller | Total | Retour | Équipe        |
| -------------- | ----- | ----- | ------ | ------------- |
| AS Roma        | 1 - 1 | 3 - 2 | 2 - 1  | AC Milan      |
| Bari           | 2 - 1 | 4 - 2 | 2 - 1  | Fiorentina    |
| Sampdoria      | 1 - 1 | 1 - 1 | 0 - 0  | Torino        |
| Udinese Calcio | 2 - 1 | 2 - 2 | 0 - 1  | Hellas Vérone |

### Demi-finales
Les matchs des demi-finales se déroulent le 13 et le 16 juin 1984.
| Équipe | Aller | Total | Retour | Équipe        |
| ------ | ----- | ----- | ------ | ------------- |
| Bari   | 1 - 2 | 2 - 5 | 1 - 3  | Hellas Vérone |
| Torino | 1 - 3 | 1 - 4 | 0 - 1  | AS Roma       |

### Finale
| Finale aller | Hellas Vérone | 1 - 1   | AS Roma | Stade Marcantonio-Bentegodi, Vérone |                           |
| 21 juin 1984 |               | (0 - 0) |         | Arbitrage : Paolo Casarin           | Arbitrage : Paolo Casarin |

---
| Finale retour | AS Roma | 1 - 0   | Hellas Vérone | Stade olympique, Rome     |                           |
| 26 juin 1984  |         | (1 - 0) |               | Arbitrage : Paolo Casarin | Arbitrage : Paolo Casarin |

La Roma remporte sa cinquième coupe d'Italie.